# 中城北中城消防組合
中城北中城消防組合（なかぐすくきたなかぐすくしょうぼうくみあい）は、沖縄県中頭郡中城村及び北中城村によって組織される一部事務組合（消防組合）である。

## 概要
- 消防本部：中頭郡北中城村字大城404番地
- 管内面積：15.46km2
- 職員数：50名
- 消防署1カ所
- 主力機械（2019年12月31日現在）
  - 水槽付消防ポンプ自動車：4
  - 救助工作車：1
  - 小型動力ポンプ付水槽車：1
  - 指揮車：1
  - 資機材搬送車：1
  - 救急自動車：3
  - 水上バイク：1
  - ボートトレーラー：1
  - その他：4

## 沿革
- 1978年6月1日　中城北中城消防組合消防本部・消防署を設置する。

## 組織
- 消防本部－総務課、予防課、警防課
- 消防署

## 消防署
| 消防署           | 住所                        |
| ---------------- | --------------------------- |
| 中城北中城消防署 | 中頭郡北中城村字大城404番地 |